# Тређово (Тренто)
Тређово је насеље у Италији у округу Тренто, региону Трентино-Јужни Тирол.
Према процени из 2011. у насељу је живело 138 становника. Насеље се налази на надморској висини од 1052 м.